# Bettina Rust

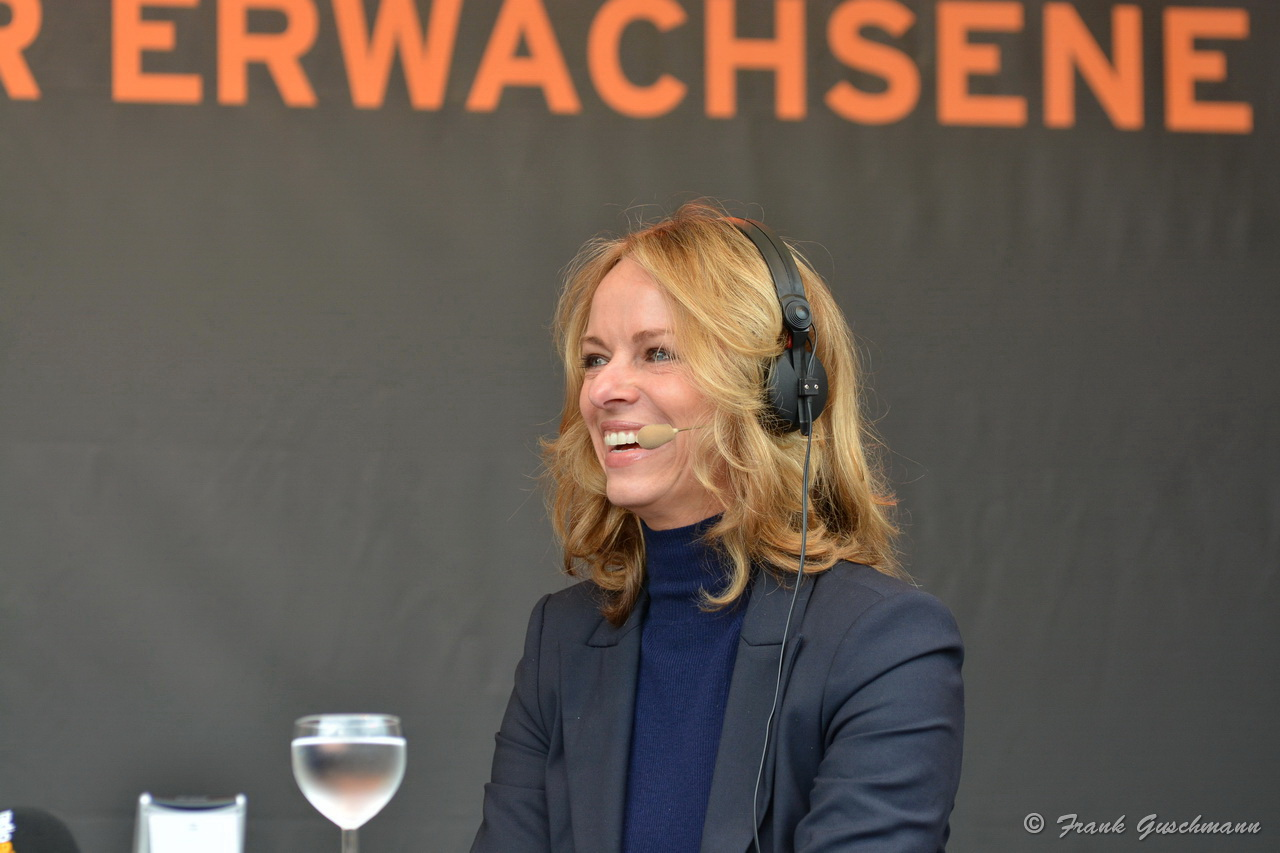
Bettina Rust (2014)

Bettina Bärbel Rust (* 15. September 1967 in Hannover) ist eine deutsche Journalistin und Fernsehmoderatorin.

## Karriere

### Ausbildung
Nach dem Abitur studierte sie zwei Semester Sozialpsychologie und Germanistik in Hannover und anschließend Kommunikation und Marketing in Hamburg. Über ein Praktikum und anschließendes Volontariat beim privaten Hörfunksender OK Radio in Hamburg kam sie zur Moderation und wechselte anschließend als Moderatorin zum Fernsehsender Premiere.

### Fernsehen
Vom 7. Mai 1993 bis 31. Dezember 1994 moderierte sie bei Premiere die Call-in-Sendung 0137 Night Talk.  Parallel dazu interviewte sie in Showbiz Prominente wie beispielsweise Jim Rakete, Wolfgang Flatz oder Friedensreich Hundertwasser. Später die tägliche Talk-Show Lifeguide auf kabel eins. Seit 1995 arbeitet sie als freie Journalistin für Printmedien wie Die Welt und moderierte zusammen mit Susanne Rohrer 1995 bis 1996 die Talk-Show Ultima bei tm3.
Seit 1997 ist Rust Redakteurin und Sprecherin für verschiedene Sat.1-Formate, u. a. moderierte sie ab dem 7. August 2005 sonntags die Talkshow Talk der Woche. In dieser unterhielt sie sich beispielsweise mit Dieter Kronzucker, Barbara Salesch, Harald Schmidt, Hajo Schumacher, Otto Schily, Hellmuth Karasek, Guido Westerwelle und Giovanni di Lorenzo. Nach zwei Monaten wurde die Sendung wegen niedriger Einschaltquoten eingestellt. Von 2006 bis 2016 erstellte sie, im Wechsel mit Kollegen anderer ARD-Anstalten, pro Jahr fünf bis sechs 30-minütige Reportagen für das Format So ein Tag beim NDR.
2013 moderierte Rust die Musiksendung Playlist – Sound of my Life auf Tele 5, in der Musikexperten Prominente anhand von Musiktiteln erraten.
Von 2013 bis 2016 fuhr sie in der Sendung Stadt, Rad, Hund im rbb mit Hund und Rad durch Berlin, traf Prominente und andere Persönlichkeiten und ließ sich deren jeweiligen Kiez zeigen. Mit dabei waren u. a. Henry Hübchen, Barbara Schöneberger, Kardinal Woelki, Ulrich Matthes, Klaus Wowereit, Annette Frier und Oskar Roehler. 

### Hörfunk
Im Hörfunk moderiert sie seit Frühjahr 2002 sonntags auf Radio Eins das zweistündige Format Hörbar Rust. Die Sendung, die auch im RBB-Nachtfernsehen als TV-Format ausgestrahlt und als eigenständiger Podcast veröffentlicht wird, bekam 2008 den „European Podcast Award“ zugesprochen.

### Podcast

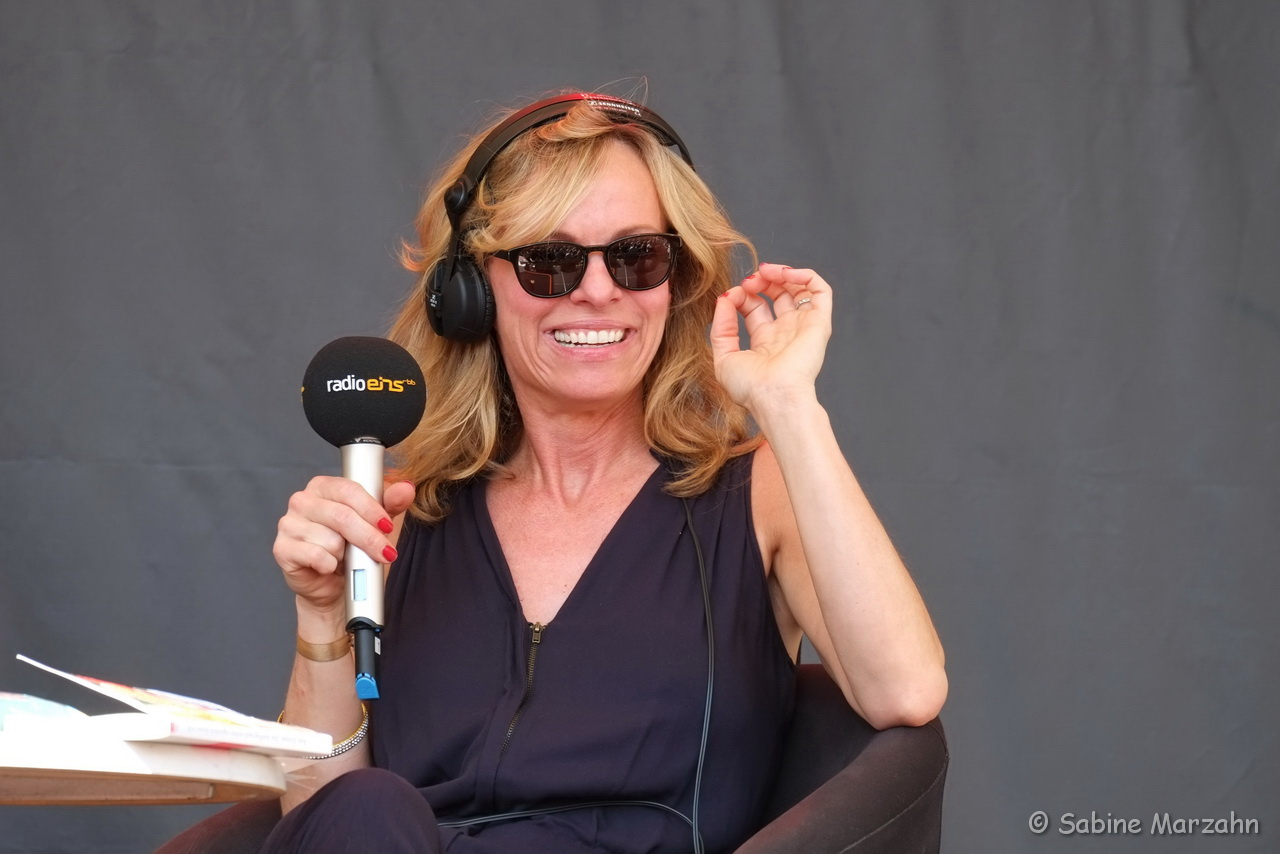
Bettina Rust (2015)

Unter der Rubrik Die Kolumnisten schreibt und vertont sie seit Ende 2017 einen wöchentlichen Podcast mit Geschichten und Gedanken aus ihrem Leben.
Von Dezember 2019 bis März 2020 moderierte sie gemeinsam mit Thomas Oberender den Podcast Der Lauf der Dinge. Der Podcast beschrieb die gegenwärtige Alltagskultur, indem er sich mit hinzugekommenen oder verschwundenen Dingen der letzten 50 Jahre befasste.
Seit Ende 2020 veröffentlicht Rust einen wöchentlichen erscheinenden Podcast mit dem Titel Toast Hawaii, in dem sie sich mit Gästen über Essen und Ernährung unterhält. Der Podcast wird von Studio Bummens produziert. Rusts Stimme ist in den Einspielern des Podcasts von Micky Beisenherz Apokalypse & Filterkaffee zu hören.

## Privates
Bettina Rust wuchs in Hannover auf. Ihr Vater starb, als sie sechs Jahre alt war. Mit 16 zog sie in eine eigene Wohnung.
Sie lebt in Berlin-Schöneberg.

## Schriften
- Bettina Rust: Berlin. Lieblingsorte (= Insel-Taschenbuch. Nr. 4664). Insel-Verlag, Berlin 2018, ISBN 978-3-458-36364-4.
- Bettina Rust: Das Essen meines Lebens. Küchengeschichten von Iris Berben, Sandra Maischberger, Flake, Henry Hübchen, Sebastian Koch, Guido Maria Kretschmer, Anke Engelke, Haya Molcho, Barbara Schöneberger, Olli Schulz, Düzen Tekkal. Gräfe und Unzer, München 2022, ISBN 978-3-8338-8628-7.